# Seznam olympijských medailistek ve veslování
Toto je seznam olympijských medailistek ve veslování na letních olympijských hrách.

## Současné disciplíny

### Skif
| Rok                 | Zlato                                                          | Stříbro                                             | Bronz                                                      |
| ------------------- | -------------------------------------------------------------- | --------------------------------------------------- | ---------------------------------------------------------- |
| 1976 Montréal       | Christine Scheiblichová · Německá demokratická republika (GDR) | Joan Lindová · Spojené státy americké (USA)         | Jelena Antonovová · Sovětský svaz (URS)                    |
| 1980 Moskva         | Sanda Tomaová · Rumunsko (ROU)                                 | Antonina Machinová · Sovětský svaz (URS)            | Martina Schröterová · Německá demokratická republika (GDR) |
| 1984 Los Angeles    | Valeria Răcilăová · Rumunsko (ROU)                             | Charlotte Geerová · Spojené státy americké (USA)    | Ann Haesebroucková · Belgie (BEL)                          |
| 1988 Soul           | Jutta Behrendtová · Německá demokratická republika (GDR)       | Anne Mardenová · Spojené státy americké (USA)       | Magdalena Georgievová · Bulharsko (BUL)                    |
| 1992 Barcelona      | Elisabeta Lipăová · Rumunsko (ROU)                             | Annelies Bredaelová · Belgie (BEL)                  | Silken Laumannová · Kanada (CAN)                           |
| 1996 Atlanta        | Jekatěrina Karstenová · Bělorusko (BLR)                        | Silken Laumannová · Kanada (CAN)                    | Trine Hansenová · Dánsko (DEN)                             |
| 2000 Sydney         | Jekatěrina Karstenová · Bělorusko (BLR)                        | Rumjana Nejkovová · Bulharsko (BUL)                 | Katrin Rutschowová-Stomporowskiová · Německo (GER)         |
| 2004 Athény         | Katrin Rutschowová-Stomporowskiová · Německo (GER)             | Jekatěrina Karstenová · Bělorusko (BLR)             | Rumjana Nejkovová · Bulharsko (BUL)                        |
| 2008 Peking         | Rumjana Nejkovová · Bulharsko (BUL)                            | Michelle Gueretteová · Spojené státy americké (USA) | Jekatěrina Karstenová · Bělorusko (BLR)                    |
| 2012 Londýn         | Miroslava Knapková · Česko (CZE)                               | Fie Udby Erichsenová · Dánsko (DEN)                 | Kim Crowová · Austrálie (AUS)                              |
| 2016 Rio de Janeiro | Kim Brennanová · Austrálie (AUS)                               | Gevvie Stoneová · Spojené státy americké (USA)      | Duan Jingliová · Čína (CHN)                                |
| 2020 Tokio          | Emma Twiggová · Nový Zéland (NZL)                              | Hanna Prakatsenová · Sportovci ROV (ROC)            | Magdalena Lobnigová · Rakousko (AUT)                       |
| 2024 Paříž          | Karolien Florijnová · Nizozemsko (NED)                         | Emma Twiggová · Nový Zéland (NZL)                   | Viktorija Senkutė · Litva (LTU)                            |

### Dvojskif
| Rok                 | Zlato                                                                             | Stříbro                                                                      | Bronz                                                            |
| ------------------- | --------------------------------------------------------------------------------- | ---------------------------------------------------------------------------- | ---------------------------------------------------------------- |
| 1976 Montréal       | Bulharsko (BUL) · Světlana Ocetovová · Zdravka Jordanovová                        | Německá demokratická republika (GDR) · Sabine Jahnová · Petra Boeslerová     | Sovětský svaz (URS) · Leonora Kaminskaitė · Genovaitė Ramoškienė |
| 1980 Moskva         | Sovětský svaz (URS) · Jelena Chlopcevová · Larisa Popovová                        | Německá demokratická republika (GDR) · Cornelia Linseová · Heidi Westphalová | Rumunsko (ROU) · Olga Homeghiová · Valeria Răcilăová             |
| 1984 Los Angeles    | Rumunsko (ROU) · Mariora Popescuová · Elisabeta Oleniucová                        | Nizozemsko (NED) · Greet Hellemansová · Nicolette Hellemansová               | Kanada (CAN) · Daniele Laumannová · Silken Laumannová            |
| 1988 Soul           | Německá demokratická republika (GDR) · Birgit Peterová · Martina Schröterová      | Rumunsko (ROU) · Elisabeta Lipăová · Veronica Cogeanuová                     | Bulharsko (BUL) · Stefka Madinová · Violeta Ninovová             |
| 1992 Barcelona      | Německo (GER) · Kerstin Köppenová · Kathrin Boronová                              | Rumunsko (ROU) · Veronica Cocheleaová · Elisabeta Lipăová                    | Čína (CHN) · Ku Siao-li · Lu Chua-li                             |
| 1996 Atlanta        | Kanada (CAN) · Kathleen Heddleová · Marnie McBeanová                              | Čína (CHN) · Čang Siou-jün · Cchao Mien-jing                                 | Nizozemsko (NED) · Irene Eijsová · Eeke van Nesová               |
| 2000 Sydney         | Německo (GER) · Jana Thiemeová · Kathrin Boronová                                 | Nizozemsko (NED) · Pieta van Dishoecková · Eeke van Nesová                   | Litva (LTU) · Birutė Šakickienė · Kristina Poplavská             |
| 2004 Athény         | Nový Zéland (NZL) · Georgina Eversová-Swindellová · Caroline Eversová-Swindellová | Německo (GER) · Peggy Waleská · Britta Oppeltová                             | Velká Británie (GBR) · Sarah Wincklessová · Elise Lavericková    |
| 2008 Peking         | Nový Zéland (NZL) · Georgina Eversová-Swindellová · Caroline Eversová-Swindellová | Německo (GER) · Annekatrin Thieleová · Christiane Huthová                    | Velká Británie (GBR) · Elise Lavericková · Anna Bebingtonová     |
| 2012 Londýn         | Velká Británie (GBR) · Anna Watkinsová · Katherine Graingerová                    | Austrálie (AUS) · Kim Crowová · Brooke Pratleyová                            | Polsko (POL) · Magdalena Fularczyková · Julia Michalská          |
| 2016 Rio de Janeiro | Polsko (POL) · Magdalena Fularczyk-Kozłowska · Natalia Madaj                      | Velká Británie (GBR) · Victoria Thornley · Katherine Grainger                | Litva (LTU) · Donata Vištartaitė · Milda Valčiukaitė             |
| 2020 Tokio          | Rumunsko (ROU) · Nicoleta-Ancuța Bodnarová · Simona Radisová                      | Nový Zéland (NZL) · Brooke Donoghueová · Hannah Osborneová                   | Nizozemsko (NED) · Roos de Jongová · Lisa Scheenaardová          |
| 2024 Paříž          | Nový Zéland (NZL) · Brooke Francis · Lucy Spoors                                  | Rumunsko (ROU) · Ancuța Bodnar · Simona Radiș                                | Velká Británie (GBR) · Mathilda Hodgkins-Byrne · Becky Wilde     |

### Párová čtyřka
Poznámka: s kormidelníkem (1976–1984), bez kormidelníka (1988–)
| Rok                 | Zlato | Stříbro | Bronz |
| ------------------- | --- | --- | --- |
| 1976 Montréal       | Německá demokratická republika (GDR) · Anke Borchmanová · Jutta Lauová · Viola Poleyová · Roswietha Zobeltová · Liane Weigeltová  | Sovětský svaz (URS) · Anna Kondračinová · Mira Brjuninová · Larisa Alexandrovová · Galina Jermolajevová · Naděžda Černyšovová | Rumunsko (ROU) · Ioana Tudoranová · Maria Micşaová · Felicia Afrăsiloaieová · Elisabeta Lazărová · Elena Giurcăová  |
| 1980 Moskva         | Německá demokratická republika (GDR) · Sybille Reinhardtová · Jutta Plochová · Jutta Lauová · Roswietha Zobeltová · Liane Buhrová | Sovětský svaz (URS) · Antonina Pustovitová · Jelena Matijevská · Olga Vasilčenková · Naděžda Ljubimovová · Nina Čeremisinová  | Bulharsko (BUL) · Mariana Serbezovová · Rumeljana Bončevová · Dolores Nakovová · Anka Bakovová · Anka Georgievová   |
| 1984 Los Angeles    | Rumunsko (ROU) · Titie Taranová · Anisoara Sorohanová · Ioana Badeaová · Sofia Corbanová · Ecaterina Oanciaová                    | Spojené státy americké (USA) · Anne Mardenová · Lisa Rohdeová · Joan Lindová · Virginia Gilderová · Kelly Rickonová           | Dánsko (DEN) · Hanne Eriksenová · Birgitte Hanelová · Charlotte Koefoedová · Bodil Rasmussenová · Jette Sørensenová |
| 1988 Soul           | Německá demokratická republika (GDR) · Kerstin Foersterová · Kristina Mundtová · Beate Schrammová · Jana Sorgersová               | Sovětský svaz (URS) · Irina Kalimbetová · Světlana Mazijová · Inna Frolovová · Antonina Machinová                             | Rumunsko (ROU) · Anişoara Bălanová · Anişoara Mineaová · Veronica Cogeanuová · Elisabeta Lipăová                    |
| 1992 Barcelona      | Německo (GER) · Sybille Schmidtová · Birgit Peterová · Kerstin Müllerová · Kristina Mundtová                                      | Rumunsko (ROU) · Anişoara Dobreová · Doina Ignatová · Constanţa Burcicăová · Veronica Cocheleaová                             | Sjednocený tým (EUN) · Antonina Zelikovičová · Taťjana Ustijužaninová · Jekatěrina Karstenová · Jelena Chlopcevová  |
| 1996 Atlanta        | Německo (GER) · Katrin Rutschowová-Stomporowskiová · Jana Sorgersová · Kerstin Köppenová · Kathrin Boronová                       | Ukrajina (UKR) · Světlana Mazijová · Dina Myftachutdinovová · Inna Frolovová · Olena Ronžynová                                | Kanada (CAN) · Laryssa Biesenthalová · Diane O'Gradyová · Kathleen Heddleová · Marnie McBeanová                     |
| 2000 Sydney         | Německo (GER) · Manja Kowalská · Meike Eversová · Manuela Lutzeová · Kerstin Kowalská                                             | Velká Británie (GBR) · Guin Battenová · Gillian Lindsayová · Katherine Graingerová · Miriam Battenová                         | Rusko (RUS) · Oksana Dorodnovová · Irina Fedotovová · Julija Levinová · Larisa Merková                              |
| 2004 Athény         | Německo (GER) · Kathrin Boronová · Meike Eversová · Manuela Lutzeová · Kerstin El Qalqiliová                                      | Velká Británie (GBR) · Alison Mowbrayová · Debbie Floodová · Frances Houghtonová · Rebecca Romerová                           | Austrálie (AUS) · Dana Faleticová · Rebecca Sattinová · Amber Bradleyová · Kerry Horeová                            |
| 2008 Peking         | Čína (CHN) · Tchang Pin · Si Aj-chua · Ťin C’-wej · Čang Jang-jang                                                                | Velká Británie (GBR) · Annie Vernonová · Debbie Floodová · Frances Houghtonová · Katherine Graingerová                        | Německo (GER) · Britta Oppeltová · Manuela Lutzeová · Kathrin Boronová · Stephanie Schillerová                      |
| 2012 Londýn         | Ukrajina (UKR) · Kateryna Tarasenková · Natalija Dovgodková · Anastasija Koženkovová · Jana Dementěvová                           | Německo (GER) · Annekatrin Thieleová · Carina Bärová · Julia Richterová · Britta Oppeltová                                    | Spojené státy americké (USA) · Natalie Dellová · Kara Kohlerová · Megan Kalmoeová · Adrienne Martelliová            |
| 2016 Rio de Janeiro | Německo (GER) · Annekatrin Thieleová · Carina Bär · Julia Lier · Lisa Schmidla                                                    | Nizozemsko (NED) · Chantal Achterberg · Nicole Beukers · Inge Janssen · Carline Bouw                                          | Polsko (POL) · Maria Springwald · Joanna Leszczyńska · Agnieszka Kobus · Monika Ciaciuch                            |
| 2020 Tokio          | Čína (CHN) · Chen Yunxia · Zhang Ling · Lü Yang · Cui Xiaotong                                                                    | Polsko (POL) · Agnieszka Kobusová · Marta Wieliczková · Maria Sajdaková · Katarzyna Zillmannová                               | Austrálie (AUS) · Ria Thompsonová · Rowena Meredithová · Harriet Hudsonová · Caitlin Croninová                      |
| 2024 Paříž          | Velká Británie (GBR) · Lauren Henryová · Hannah Scottová · Lola Andersonová · Georgina Brayshawová                                | Nizozemsko (NED) · Laila Youssifouová · Bente Paulisová · Roos de Jongová · Tessa Dullemansová                                | Německo (GER) · Maren Völzová · Tabea Schendekehlová · Leonie Menzelová · Pia Greitenová                            |

### Dvojka bez kormidelníka
| Rok                 | Zlato                                                                 | Stříbro                                                              | Bronz                                                          |
| ------------------- | --------------------------------------------------------------------- | -------------------------------------------------------------------- | -------------------------------------------------------------- |
| 1976 Montréal       | Bulharsko (BUL) · Sijka Kelbečeva · Stojanka Grujčeva                 | Německá demokratická republika (GDR) · Angelika Noack · Sabine Dähne | Západní Německo (FRG) · Edith Eckbauer · Thea Einöder          |
| 1980 Moskva         | Německá demokratická republika (GDR) · Ute Steindorf · Cornelia Klier | Polsko (POL) · Malgorzata Dluzewska · Czeslawa Koscianska            | Bulharsko (BUL) · Sijka Barbulova · Stojanka Kurbatova         |
| 1984 Los Angeles    | Rumunsko (ROU) · Rodica Arba · Elena Horvat                           | Kanada (CAN) · Elizabeth Craig · Tricia Smith                        | Západní Německo (FRG) · Ellen Becker · Iris Völkner            |
| 1988 Soul           | Rumunsko (ROU) · Rodica Arba · Olga Homeghi                           | Bulharsko (BUL) · Radka Stojanova · Lalka Berberova                  | Nový Zéland (NZL) · Nicola Payne · Lynley Hannen               |
| 1992 Barcelona      | Kanada (CAN) · Kathleen Heddleová · Marnie McBeanová                  | Německo (GER) · Ingeburg Schwerzmann · Stefani Werremeier            | Spojené státy americké (USA) · Stephanie Pierson · Anna Seaton |
| 1996 Atlanta        | Austrálie (AUS) · Megan Still · Kate Slatter                          | Spojené státy americké (USA) · Karen Kraft · Melissa Schwen          | Francie (FRA) · Christine Gosse · Helene Cortin                |
| 2000 Sydney         | Rumunsko (ROU) · Georgeta Damianová · Doina Ignat                     | Austrálie (AUS) · Kate Slatter · Rachael Taylor                      | Spojené státy americké (USA) · Karen Kraft · Melissa Ryan      |
| 2004 Athény         | Rumunsko (ROU) · Georgeta Damianová · Viorica Susanuová               | Velká Británie (GBR) · Katherine Grainger · Cath Bishop              | Bělorusko (BLR) · Julija Bičik · Natalija Helach               |
| 2008 Peking         | Rumunsko (ROU) · Georgeta Damianová · Viorica Susanuová               | Čína (CHN) · Wu You · Gao Yulan                                      | Bělorusko (BLR) · Julija Bičik · Natalija Helach               |
| 2012 Londýn         | Velká Británie (GBR) · Helen Gloverová · Heather Stanningová          | Austrálie (AUS) · Kate Hornseyová · Sarah Taitová                    | Nový Zéland (NZL) · Juliette Haighová · Rebecca Scownová       |
| 2016 Rio de Janeiro | Velká Británie (GBR) · Helen Gloverová · Heather Stanningová          | Nový Zéland (NZL) · Genevieve Behrentová · Rebecca Scownová          | Dánsko (DEN) · Hedvig Rasmussenová · Anne Andersenová          |
| 2020 Tokio          | Nový Zéland (NZL) · Grace Prendergast · Kerri Gowler                  | Sportovci ROV (ROC) · Vasilisa Stepanova · Elena Oriabinskaia        | Kanada (CAN) · Caileigh Filmer · Hillary Janssens              |
| 2024 Paříž          | Nizozemsko · Ymkje Clevering · Veronique Meester                      | Rumunsko · Ioana Vrînceanu · Roxana Anghel                           | Austrálie · Jessica Morrison · Annabelle McIntyre              |

### Čtyřka bez kormidelníka
| Rok            | Zlato                                                                                              | Stříbro                                                                                                 | Bronz                                                                                 |
| -------------- | -------------------------------------------------------------------------------------------------- | --- | ------------------------------------------------------------------------------------- |
| 1992 Barcelona | Kanada (CAN) · Kirsten Barnesová · Jessica Monroe · Brenda Taylorová · Kay Worthington             | Spojené státy americké (USA) · Shelagh Donohoe · Cynthia Eckert · Carol Feeney · Amy Fuller             | Německo (GER) · Antje Frank · Annette Hohn · Gabriele Mehl · Birte Siech              |
| 2020 Tokio     | Austrálie (AUS) · Lucy Stephanová · Rosemary Popaová · Jessica Morrisonová · Annabelle McIntyreová | Nizozemsko (NED) · Ellen Hogerwerfová · Karolien Florijnová · Ymkje Cleveringová · Veronique Meesterová | Irsko (IRL) · Aifric Keoghová · Eimear Lambeová · Fiona Murtaghová · Emily Hegartyová |
| 2024 Paříž     | Nizozemsko (NED) · Marloes Oldenburg · Hermijntje Drenth · Tinka Offereins · Benthe Boonstra       | Velká Británie (GBR) · Helen Glover · Esme Booth · Samantha Redgrave · Rebecca Shorten                  | Nový Zéland (NZL) · Jackie Gowler · Phoebe Spoors · Davina Waddy · Kerri Williams     |

### Osmiveslice
| Rok                 | Zlato | Stříbro | Bronz |
| ------------------- | --- | --- | --- |
| 1976 Montréal       | Německá demokratická republika (GDR) · Brigitte Ahrenholz · Henrietta Ebert · Viola Goretzki · Monika Kallies · Christiane Knetsch · Helma Lehmann · Irina Müller · Ilona Richter · Marina Wilke      | Sovětský svaz (URS) · Olga Guzenko · Olga Kolkova · Klavdiya Kozenkova · Olga Pugovskaya · Nadezhda Roshchina · Nadezhda Rozgon · Lyubov Talalaeva · Nelli Tarakanova · Elena Zubko                                     | Spojené státy americké (USA) · Carol Brown · Anita Defrantz · Carolyn Graves · Marion Greig · Margaret McCarthy · Gail Ricketson · Lynn Silliman · Anne Warner · Jacqueline Zoch                                            |
| 1980 Moskva         | Německá demokratická republika (GDR) · Martina Boesler · Christiane Knetsch · Gabriele Lohs · Karin Metze · Kersten Neisser · Ilona Richter · Marita Sandig · Birgit Schütz · Marina Wilke            | Sovětský svaz (URS) · Nina Frolova · Mariya Payun · Olga Pivovarova · Nina Preobrazhenskaya · Nadezhda Prishchepa · Tatyana Stetsenko · Yelena Tereshina · Nina Umanets · Valentina Zhulina                             | Rumunsko (ROU) · Angelica Aposteanu · Elena Bondar · Florica Bucur · Maria Constantinescu · Elena Dobriţoiu · Rodica Frîntu · Ana Iliuţă · Rodica Puscatu-Arba · Marlena Zagoni                                             |
| 1984 Los Angeles    | Spojené státy americké (USA) · Betsy Beard · Carol Bower · Jeanne Flanagan · Carie Graves · Kathy Keeler · Harriet Metcalf · Kristine Norelius · Shyril O'Steen · Kristen Thorsness                   | Rumunsko (ROU) · Mihaela Armasescu · Doina Balan · Adriana Bazon · Camelia Diaconescu · Viorica Ioja · Aneta Mihaly · Aurora Plesca · Lucia Sauca · Marioara Trasca                                                     | Nizozemsko (NED) · Lynda Cornet · Marieke van Drogenbroek · Harriet van Ettekoven · Greet Hellemans · Nicolette Hellemans · Martha Laurijsen · Catharina Neelissen · Anne Quist · Wiljon Vaandrager                         |
| 1988 Soul           | Německá demokratická republika (GDR) · Ramona Balthasar · Kathrin Haacker · Anja Kluge · Daniela Neunast · Beatrix Schröer · Uta Stange · Annegret Strauchová · Ute Wild · Judith Zeidler             | Rumunsko (ROU) · Herta Anitas · Mihaela Armasescu · Doina Balan · Adriana Bazon · Olga Homeghi · Veronica Necula · Ecaterina Oancia · Rodica Puscatu · Marioara Trasca                                                  | Čína (CHN) · Han Yaqin · He Yanwen · Hu Ya-Dong · Li Rong-Hua · Yang Xiao · Zhang Xiang-Hua · Zhang Yali · Zhou Shouying · Zhou Xiuhua                                                                                      |
| 1992 Barcelona      | Kanada (CAN) · Kirsten Barnesová · Shannon Crawford · Megan Delehanty · Kathleen Heddleová · Marnie McBeanová · Jessica Monroe · Brenda Taylorová · Lesley Thompson · Kay Worthington                 | Rumunsko (ROU) · Adriana Bazon · Iulia Bulie · Elena Georgescu · Viorica Lepădatu · Veronica Necula · Ioana Olteanu · Maria Padurariu · Doina Robu · Doina Snep                                                         | Německo (GER) · Sylvia Dördelmann · Kathrin Haacker · Christiane Harzendorf · Daniela Neunast · Cerstin Petersmann · Dana Pyritz · Ute Schell · Annegret Strauchová · Judith Zeidler                                        |
| 1996 Atlanta        | Rumunsko (ROU) · Veronica Cochela · Liliana Gafencuová · Elena Georgescu · Doina Ignat · Elisabeta Lipăová · Ioana Olteanu · Marioara Popescu · Doina Spircu · Anca Tanase                            | Kanada (CAN) · Alison Korn · Theresa Luke · Maria Maunder · Heather McDermid · Jessica Monroe · Emma Robinson · Lesley Thompson · Tosha Tsang · Anna van der Kamp                                                       | Bělorusko (BLR) · Tamara Davydenko · Natalya Lavrinenko · Yelena Mikulich · Aleksandra Pankina · Yaroslava Pavlovich · Valentina Skrabatun · Natalia Stasyuk · Natalya Volchek · Marina Znak                                |
| 2000 Sydney         | Rumunsko (ROU) · Veronica Cochela · Georgeta Damianová · Maria Magdalena Dumitrache · Liliana Gafencuová · Elena Georgescu · Doina Ignat · Elisabeta Lipăová · Ioana Olteanu · Viorica Susanuová      | Nizozemsko (NED) · Tessa Appeldoorn · Carin ter Beek · Pieta van Dishoeck · Elien Meijer · Eeke van Nes · Nelleke Penninx · Martijntje Quik · Anneke Venema · Marieke Westerhof                                         | Kanada (CAN) · Buffy Alexander · Laryssa Biesenthal · Heather Davis · Alison Korn · Theresa Luke · Heather McDermid · Emma Robinson · Lesley Thompson · Dorota Urbaniak                                                     |
| 2004 Athény         | Rumunsko (ROU) · Aurica Barascu · Georgeta Damianová · Rodica Florea · Liliana Gafencuová · Elena Georgescu · Doina Ignat · Elisabeta Lipăová · Ioana Papuc · Viorica Susanuová                       | Spojené státy americké (USA) · Alison Cox · Caryn Davies · Megan Dirkmaat · Kate Johnson · Laurel Korholz · Samantha Magee · Anna Mickelson · Lianne Nelson · Mary Whippleová                                           | Nizozemsko (NED) · Annemiek de Haan · Hurnet Dekkers · Nienke Hommes · Annemarieke van Rumpt · Sarah Siegelaar · Marlies Smulders · Helen Tanger · Froukje Wegman · Ester Workel                                            |
| 2008 Peking         | Spojené státy americké (USA) · Erin Cafarová · Lindsay Shoop · Anna Goodale · Elle Logan · Anna Cummins · Susan Francia · Caroline Lind · Caryn Davies · Mary Whippleová                              | Nizozemsko (NED) · Femke Dekker · Marlies Smulders · Nienke Kingma · Roline Repelaer van Driel · Annemarieke van Rumpt · Helen Tanger · Sarah Siegelaar · Annemiek de Haan · Ester Workel                               | Rumunsko (ROU) · Constanţa Burcică · Viorica Susanuová · Rodica Şerban · Enikő Barabás · Simona Muşat · Ioana Papuc · Georgeta Andrunache · Doina Ignat · Elena Georgescu                                                   |
| 2012 Londýn         | Spojené státy americké (USA) · Erin Cafarová · Susan Franciaová · Esther Lofgrenová · Taylor Ritzelová · Meghan Musnickiová · Eleanor Loganová · Caroline Lindová · Caryn Daviesová · Mary Whippleová | Kanada (CAN) · Janine Hansonová · Rachelle Viinbergová · Krista Guloienová · Lauren Wilkinsonová · Natalie Mastracciová · Ashley Brzozowiczová · Darcy Marquardtová · Andreanne Morinová · Lesley Thompsonová-Willieová | Nizozemsko (NED) · Jacobine Veenhovenová · Ninke Kingmaová · Chantal Achterbergová · Sytske de Grootová · Roline Repelaer van Drielová · Claudia Belderbosová · Carline Bouwová · Annemiek de Haanová · Anne Schellekensová |
| 2016 Rio de Janeiro | Spojené státy americké (USA) · Emily Reganová · Kerry Simmonds · Amanda Polk · Lauren Schmetterlingová · Tessa Gobbo · Meghan Musnicki · Eleanor Logan · Amanda Elmore · Katelin Snyder               | Velká Británie (GBR) · Katie Greves · Melanie Wilson · Frances Houghton · Polly Swann · Jessica Eddie · Olivia Carnegie-Brown · Karen Bennett · Zoe Lee · Zoe De Toledo                                                 | Rumunsko (ROU) · Roxana Cogianu · Ioana Strungaru · Milhaela Petrilă · Iuliana Popa · Mădălina Beres · Laura Oprea · Adelina Boguș · Andreea Boghian · Daniela Druncea                                                      |
| 2020 Tokio          | Kanada (CAN) · Susanne Grainger · Kasia Gruchalla-Wesierski · Madison Mailey · Sydney Payne · Andrea Proske · Lisa Roman · Christine Roper · Avalon Wasteneys · Kristen Kit kormidelnice              | Nový Zéland (NZL) · Ella Greenslade · Emma Dyke · Lucy Spoors · Kelsey Bevan · Grace Prendergast · Kerri Gowler · Beth Ross · Jackie Gowler · Caleb Shepherd kormidelnice                                               | Čína (CHN) · Guo Linlin · Ju Rui · Li Jingjing · Miao Tian · Wang Zifeng · Wang Yuwei · Xu Fei · Zhang Min · Zhang Dechang kormidelnice                                                                                     |
| 2024 Paříž          | Rumunsko · Adriana Adam · Roxana Anghel · Amalia Bereș · Ancuta Bodnar · Maria-Magdalena Rusu · Maria Lehaci · Ioana Vrînceanu · Simona Radiș · Victoria-Ștefania Petreanu kormidelnice               | Kanada · Abigail Dent · Caileigh Filmer · Kasia Gruchalla-Wesierski · Maya Meschkuleit · Sydney Payne · Jessica Sevick · Kristina Walker · Avalon Wasteneys · Kristen Kit kormidelnice                                  | Velká Británie · Annie Campbell-Orde · Holly Dunford · Emily Ford · Lauren Irwin · Heidi Long · Rowan McKellar · Eve Stewart · Harriet Taylor · Henry Fieldman kormidelnice                                                 |

### Dvojskif lehkých vah
| Rok                 | Zlato                                                            | Stříbro                                                    | Bronz                                                           |
| ------------------- | ---------------------------------------------------------------- | ---------------------------------------------------------- | --------------------------------------------------------------- |
| 1996 Atlanta        | Rumunsko (ROU) · Constanţa Burcică · Camelia Macoviciuc          | Spojené státy americké (USA) · Teresa Bell · Lindsay Burns | Austrálie (AUS) · Virginia Lee · Rebecca Joyce                  |
| 2000 Sydney         | Rumunsko (ROU) · Constanţa Burcică · Angela Alupei               | Německo (GER) · Valerie Viehoff · Claudia Blasberg         | Spojené státy americké (USA) · Christine Collins · Sarah Garner |
| 2004 Athény         | Rumunsko (ROU) · Constanţa Burcică · Angela Alupei               | Německo (GER) · Daniela Reimer · Claudia Blasberg          | Nizozemsko (NED) · Kirsten van der Kolk · Marit van Eupen       |
| 2008 Peking         | Nizozemsko (NED) · Kirsten van der Kolk · Marit van Eupen        | Finsko (FIN) · Minna Nieminen · Sanna Stén                 | Kanada (CAN) · Tracy Cameron · Melanie Kok                      |
| 2012 Londýn         | Velká Británie (GBR) · Katherine Copelandová · Sophie Hoskingová | Čína (CHN) · Dongxiang Xu · Wenyi Huang                    | Řecko (GRE) · Christina Giazitzidouová · Alexandra Tsiavouová   |
| 2016 Rio de Janeiro | Nizozemsko (NED) · Ilse Paulisová · Maaike Headová               | Kanada (CAN) · Lindsay Jennerichová · Patricia Obeeová     | Čína (CHN) · Huang Wenyiová · Pan Feihongová                    |
| 2020 Tokio          | Itálie (ITA) · Valentina Rodiniová · Federica Cesariniová        | Francie (FRA) · Laura Tarantolaová · Claire Bovéová        | Nizozemsko (NED) · Marieke Keijserová · Ilse Paulisová          |
| 2024 Paříž          | Velká Británie · Emily Craig · Imogen Grant                      | Rumunsko · Gianina van Groningen · Ionela Cozmiuc          | Řecko · Dimitra Kontou · Zoi Fitsiou                            |

## Ukončené disciplíny

### Čtyřka s kormidelníkem
| Rok              | Zlato | Stříbro                                                                                              | Bronz |
| ---------------- | --- | --- | --- |
| 1976 Montréal    | Německá demokratická republika (GDR) · Karin Metze · Bianka Schwede · Gabriele Lohs · Andrea Kurth · Sabine Heß           | Bulharsko (BUL) · Kapka Georgieva · Ginka Gyurova · Mariyka Modeva · Lilyana Vaseva · Reni Yordanova | Sovětský svaz (URS) · Lyudmila Krokhina · Lidiya Krylova · Galina Mishenina · Anna Pasokha · Nadezhda Sevostyanova   |
| 1980 Moskva      | Německá demokratická republika (GDR) · Silvia Fröhlich · Ramona Kapheim · Angelika Noack · Romy Saalfeld · Kirsten Wenzel | Bulharsko (BUL) · Nadiya Filipova · Ginka Gurova · Mariika Modeva · Rita Todorova · Iskra Velinova   | Sovětský svaz (URS) · Nina Cheremisina · Mariya Fadeyeva · Svetlana Semyonova · Galina Sovetnikova · Marina Studneva |
| 1984 Los Angeles | Rumunsko (ROU) · Chira Apostol · Olga Homeghi-Bularda · Viorica Ioja · Florica Lavric · Maria Fricioiu                    | Kanada (CAN) · Barbara Armbrust · Marilyn Brain · Angela Schneider · Lesley Thompson · Jane Tregunno | Austrálie (AUS) · Karen Brancourt · Susan Chapman · Margot Foster · Robyn Grey-Gardner · Susan Lee                   |
| 1988 Soul        | Německá demokratická republika (GDR) · Gerlinde Doberschütz · Carola Hornig · Sylvia Rose · Birte Siech · Martina Walther | Čína (CHN) · Hu Ya-Dong · Li Rong-Hua · Yang Xiao · Zhang Xiang-Hua · Zhou Shouying                  | Rumunsko (ROU) · Herta Anitas · Doina Snep-Balan · Veronica Necula · Ecaterina Oancia · Marioara Trasca              |